# Torsten Bengtson

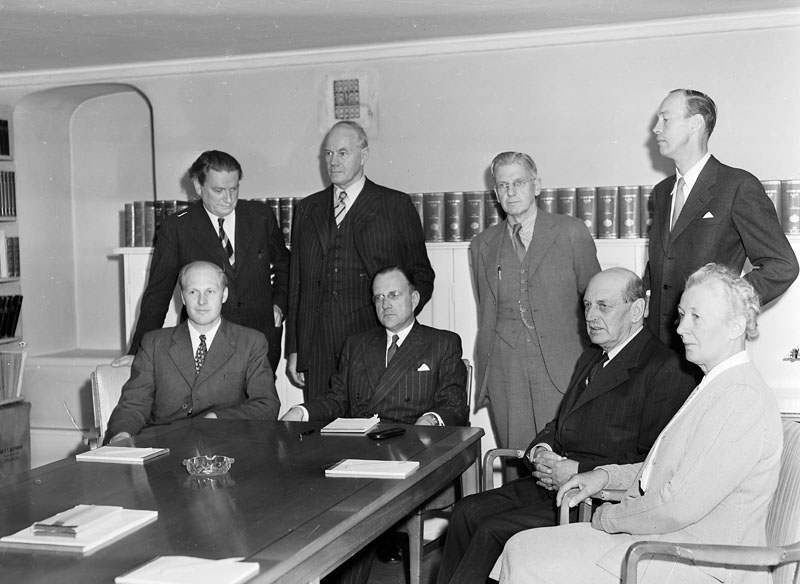
Torsten Bengtson (första sittande från vänster) som ledamot av Kejnekommissionen 1950.

Torsten Stanley Bengtson (i riksdagen kallad Bengtson i Danderyd senare Bengtson i Jönköping) född 10 januari 1914 i Halmstads församling, Hallands län, död 4 maj 1998 i Ekerö församling, Stockholms län, var en svensk journalist, centerpartistisk riksdagsledamot och nykterhetsivrare.
Bengtson var ledamot av Sveriges riksdags första kammare 1950–1970, och var centerpartiets gruppledare i första kammaren 1958–1970. Han var också ledamot i den nya enkammarriksdagen 1971–1982. Han var förste vice talman 1971–1979. Han var också FN-delegat 1952–1982 och ledamot av riksbanksfullmäktige 1961–1982 (ordförande 1976–1982).
Bengtson var engagerad inom IOGT-NTO och inom riksdagens nykterhetsgrupp.
Han var far till tennisspelaren Ove Bengtson.
Torsten Bengtsson fick en låt tillägnad sig, skriven och framförd av Eddie Meduza, Mera Brännvin.

## Utmärkelser
- Kommendör av första klass av Nordstjärneorden, 6 juni 1974.[8]